# Пуцолан

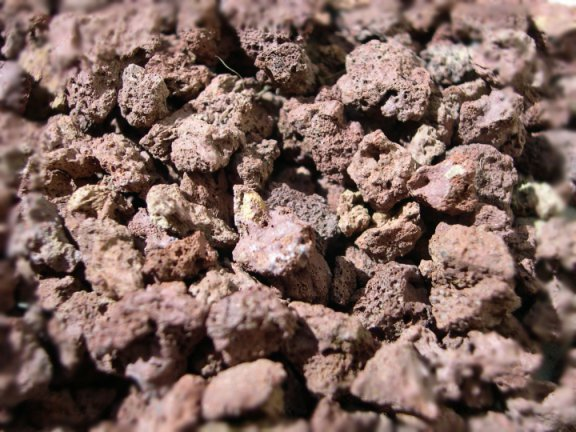

Пуцолан — відклади вулканічного походження (попіл, пемза, туфи), що утворюються при виверженні лави, багатої кремнеземом. Густина 2,2-2,4. Загальна пористість 10-30 %. Використовують для виготовлення в'яжучих матеріалів, зокрема цементу. Від назви міста Поццуолі в Італії.
На території України є в Криму та у Закарпатті.